# Seznam dílů seriálu Všeuměl
Toto je seznam dílů seriálu Všeuměl.

## Přehled řad
| Řada | Díly | Premiéra v USA | Premiéra v USA   | Premiéra v ČR | Premiéra v ČR |
| Řada | Díly | První díl      | Poslední díl     | První díl     | Poslední díl  |
| ---- | ---- | -------------- | ---------------- | ------------- | ------------- |
| 1    | 14   | 22. ledna 2000 | 20. května 2000  | vysíláno      | vysíláno      |
| 2    | 8    | 7. října 2000  | 2. prosince 2000 | vysíláno      | vysíláno      |

## Seznam dílů

### První řada (2000)
| Č. v seriálu | Č. v řadě | Původní název                   | Český název                  | Režie            | Scénář                                    | Premiéra v USA  | Premiéra v ČR |
| ------------ | --------- | ------------------------------- | ---------------------------- | ---------------- | ----------------------------------------- | --------------- | ------------- |
| 1            | 1         | Return of the Dragoon           |                              | Josh Becker      | Eric Morris                               | 22. ledna 2000  | vysíláno      |
| 2            | 2         | Sex and the Single Spy          |                              | Charlie Haskell  | námět: Eric Morris scénář: Melissa Blake  | 29. ledna 2000  | vysíláno      |
| 3            | 3         | The Floundering Father          | Otec v nesnázích             | Chris Graves     | Roberto Orci a Alex Kurtzman              | 5. února 2000   | vysíláno      |
| 4            | 4         | Once You Go Jack...             | Když jsi šel na vojnu, Jacku | Charlie Haskell  | námět: Laurence Walsh scénář: Eric Morris | 12. února 2000  | vysíláno      |
| 5            | 5         | The People's Dragoon            | Dragoun patří lidu           | Josh Becker      | Adam Armus a Nora Kay Foster              | 19. února 2000  | vysíláno      |
| 6            | 6         | Raging Bully                    | Zuřivý souboj                | Charlie Haskell  | Alex Kurtzman a Roberto Orci              | 26. února 2000  | vysíláno      |
| 7            | 7         | Daddy Dearest                   | Nejdražší tatíček            | Chris Graves     | Eric Morris                               | 4. března 2000  | vysíláno      |
| 8            | 8         | One Wedding and an Execution    |                              | Charlie Haskell  | Andre Jacquemetton a Maria Jacquemetton   | 11. března 2000 | vysíláno      |
| 9            | 9         | Croque for a Day                |                              | Wayne Rose       | Geoff Martin a Josh Kravitz               | 15. dubna 2000  | vysíláno      |
| 10           | 10        | Dead Woman Walking              | Mrtvá žena přichází          | John Laing       | Hilary J. Bader                           | 22. dubna 2000  | vysíláno      |
| 11           | 11        | Love Potion No. 10              | Nápoj lásky č. 10            | John Laing       | David Ransil                              | 29. dubna 2000  | vysíláno      |
| 12           | 12        | Up the Creek                    | K pramenům potoka            | Chris Graves     | Kevin Maynard                             | 6. května 2000  | vysíláno      |
| 13           | 13        | X Marquis the Spot              | Ostrov markíze X             | Eric Gruendemann | Timothy A. Jones                          | 13. května 2000 | vysíláno      |
| 14           | 14        | It's a Mad, Mad, Mad, Mad Opera | To je ale bláznivá opera     | Chris Graves     | Melissa Blake                             | 20. května 2000 | vysíláno      |

### Druhá řada (2000)
| Č. v seriálu | Č. v řadě | Původní název                         | Český název      | Režie            | Scénář                                  | Premiéra v USA     | Premiéra v ČR |
| ------------ | --------- | ------------------------------------- | ---------------- | ---------------- | --------------------------------------- | ------------------ | ------------- |
| 15           | 1         | A Horse of a Different Color          | Různobarevný kůň | Charlie Haskell  | Melissa Blake                           | 7. října 2000      | vysíláno      |
| 16           | 2         | Shark Bait                            |                  | Eric Gruendemann | David Ransil                            | 14. října 2000     | vysíláno      |
| 17           | 3         | Monkey Business                       |                  | Chris Graves     | Eric Morris                             | 28. října 2000     | vysíláno      |
| 18           | 4         | The Morning After                     |                  | Michael Hurst    | Roberto Orci a Alex Kurtzman            | 4. listopadu 2000  | vysíláno      |
| 19           | 5         | Croquey in the Pokey                  |                  | Chris Graves     | David H. Goodman                        | 11. listopadu 2000 | vysíláno      |
| 20           | 6         | One, Two, Three, Give Me Lady Liberty |                  | Michael Hurst    | Stephanie C. Meyer a Christopher Beresh | 18. listopadu 2000 | vysíláno      |
| 21           | 7         | Hamnesia                              |                  | Wayne Rose       | Eric Morris                             | 25. listopadu 2000 | vysíláno      |
| 22           | 8         | Seventy Brides for One Brother        |                  | Charlie Haskell  | Rick Copp                               | 2. prosince 2000   | vysíláno      |